# Castelo dos Matíacos

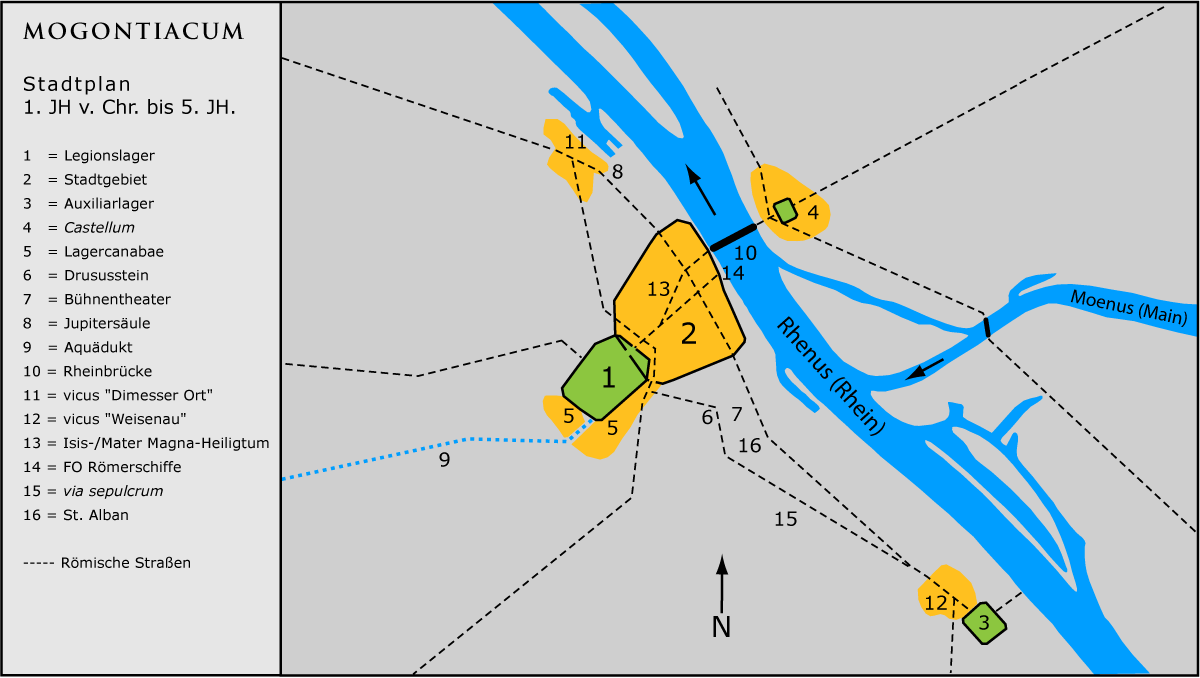
Localização do Castelo dos Matíacos (número 4) em Mogoncíaco

O Castelo dos Matíacos (em latim: Castellum Mattiacorum) foi um castro do tipo castelo em Kastel (Mainz), atualmente um bairro de Wiesbaden. Seu nome antigo é registrado em duas inscrições.
O acampamento estava localizado em área da atual Igreja católica São Jorge. Foi construído aproximadamente no ano 11 a.C., quando os romanos de Mogoncíaco (atual Mainz) construíram uma ponte sobre o Reno, inicialmente na forma de uma ponte flutuante, fortificando a margem direita com um castelo. Motivos para este procedimento foram os desejos de conquista por Nero Cláudio Druso de novas terras dos germanos.
Nesta área foi construído no segundo quartal do século I um arco do triunfo romano, possivelmente erigido para Germânico, que foi escavado em 1986.